# Per-Egil Flo
Per-Egil Hough Flo (Stryn, 18 gennaio 1989) è un calciatore norvegese, difensore del Sogndal.

## Biografia
È il nipote di Håvard Flo, oltre ad essere parente di Kjell Rune, Jostein, Jarle e Tore André Flo.

## Carriera

### Club
Flo ha iniziato la carriera professionistica con la maglia del Sogndal. Il 17 aprile 2006 ha debuttato nella 1. divisjon, quando è stato titolare nella vittoria per 3-0 sul Tromsdalen. Il 29 giugno 2008 ha segnato la prima rete in campionato per la squadra, contribuendo al successo per 3-1 sull'Hønefoss. Nel 2010, ha conquistato la promozione nell'Eliteserien con la sua squadra. Ha esordito così nella massima divisione locale in data 20 marzo 2011, quando è stato schierato titolare nella sconfitta per 2-1 sul campo dello Strømsgodset.
Il 5 luglio 2013 è stato annunciato il suo passaggio al Molde. Il trasferimento sarebbe stato valido dal 15 luglio successivo, con la riapertura del mercato. Il 4 ottobre 2014 ha vinto il campionato 2014 con la sua squadra, raggiungendo matematicamente il successo finale con quattro giornate d'anticipo grazie alla vittoria per 1-2 sul campo del Viking. Il 23 novembre successivo, il Molde ha centrato il successo finale nel Norgesmesterskapet 2014, ottenendo così il double.
Il 28 dicembre 2016, i cechi dello Slavia Praga hanno comunicato sul proprio sito internet d'aver ingaggiato Flo con un contratto valido fino al 30 giugno 2019. Ha esordito in squadra il 18 febbraio 2017, schierato titolare nel successo interno per 2-0 sul Vysočina Jihlava. A fine stagione, lo Slavia Praga si è guadagnato il titolo di campione nazionale.
Il 17 luglio 2018, gli svizzeri del Losanna hanno reso noto l'ingaggio di Flo.
Il 12 maggio 2021 ha fatto ritorno al Sogndal, a cui si è legato fino al 31 dicembre 2023.

### Nazionale
Flo conta 3 presenze per la Norvegia under 21. Il debutto è datato 10 febbraio 2009, subentrando a Jonathan Parr nel pareggio per 1-1 contro la Spagna. Il 19 agosto 2014 è stato convocato dal commissario tecnico Per-Mathias Høgmo in vista dell'amichevole che la Norvegia avrebbe disputato il successivo 27 agosto contro gli Emirati Arabi Uniti. Schierato titolare, la partita terminò con un pareggio per 0-0.

## Statistiche

### Presenze e reti nei club
Statistiche aggiornate all'11 novembre 2022.
| Stagione            | Club                | Campionato          | Campionato | Campionato | Coppe nazionali | Coppe nazionali | Coppe nazionali | Coppe continentali | Coppe continentali | Coppe continentali | Supercoppe | Supercoppe | Supercoppe | Totale | Totale |
| Stagione            | Club                | Comp                | Pres       | Reti       | Comp            | Pres            | Reti            | Comp               | Pres               | Reti               | Comp       | Pres       | Reti       | Pres   | Reti   |
| ------------------- | ------------------- | ------------------- | ---------- | ---------- | --------------- | --------------- | --------------- | ------------------ | ------------------ | ------------------ | ---------- | ---------- | ---------- | ------ | ------ |
| 2006                | Sogndal             | 1D                  | 15         | 0          | CN              | 2               | 0               | -                  | -                  | -                  | -          | -          | -          | 17     | 0      |
| 2007                | Sogndal             | 1D                  | 12         | 0          | CN              | 0               | 0               | -                  | -                  | -                  | -          | -          | -          | 12     | 0      |
| 2008                | Sogndal             | 1D                  | 29+2       | 3+0        | CN              | 4               | 1               | -                  | -                  | -                  | -          | -          | -          | 35     | 4      |
| 2009                | Sogndal             | 1D                  | 26+1       | 0          | CN              | 2               | 0               | -                  | -                  | -                  | -          | -          | -          | 29     | 0      |
| 2010                | Sogndal             | 1D                  | 28         | 2          | CN              | 4               | 0               | -                  | -                  | -                  | -          | -          | -          | 32     | 2      |
| 2011                | Sogndal             | ES                  | 29         | 0          | CN              | 3               | 1               | -                  | -                  | -                  | -          | -          | -          | 32     | 1      |
| 2012                | Sogndal             | ES                  | 16         | 0          | CN              | 0               | 0               | -                  | -                  | -                  | -          | -          | -          | 16     | 0      |
| gen.-lug. 2013      | Sogndal             | ES                  | 11         | 0          | CN              | 3               | 0               | -                  | -                  | -                  | -          | -          | -          | 14     | 0      |
| lug.-dic. 2013      | Molde               | ES                  | 8          | 0          | CN              | 1               | 0               | UCL+UEL            | 0                  | 0                  | -          | -          | -          | 9      | 0      |
| 2014                | Molde               | ES                  | 24         | 1          | CN              | 4               | 1               | UEL                | 4                  | 0                  | -          | -          | -          | 24     | 2      |
| 2015                | Molde               | ES                  | 25         | 3          | CN              | 2               | 0               | UCL                | 2+4                | 0                  | -          | -          | -          | 33     | 3      |
| 2016                | Molde               | ES                  | 21         | 2          | CN              | 1               | 0               | -                  | -                  | -                  | -          | -          | -          | 22     | 2      |
| Totale Molde        | Totale Molde        | Totale Molde        | 78         | 6          |                 | 8               | 1               |                    | 10                 | 0                  |            | -          | -          | 96     | 7      |
| gen.-giu. 2017      | Slavia Praga        | 1L                  | 11         | 0          | CRC             | 1               | 0               | -                  | -                  | -                  | -          | -          | -          | 12     | 0      |
| 2017-2018           | Slavia Praga        | 1L                  | 2          | 0          | CRC             | 3               | 0               | UCL                | 0                  | 0                  | -          | -          | -          | 5      | 0      |
| Totale Slavia Praga | Totale Slavia Praga | Totale Slavia Praga | 13         | 0          |                 | 4               | 0               |                    | 0                  | 0                  |            | -          | -          | 17     | 0      |
| 2018-2019           | Losanna             | ChL                 | 32         | 0          | CS              | 1               | 0               | -                  | -                  | -                  | -          | -          | -          | 33     | 0      |
| 2019-2020           | Losanna             | ChL                 | 30         | 2          | CS              | 2               | 0               | -                  | -                  | -                  | -          | -          | -          | 32     | 2      |
| 2020-mag. 2021      | Losanna             | SL                  | 31         | 2          | CS              | 1               | 0               | -                  | -                  | -                  | -          | -          | -          | 32     | 2      |
| Totale Losanna      | Totale Losanna      | Totale Losanna      | 93         | 4          |                 | 4               | 0               |                    | -                  | -                  |            | -          | -          | 97     | 4      |
| 2021                | Sogndal             | 1D                  | 28+1       | 3+0        | CN              | 0               | 0               | -                  | -                  | -                  | -          | -          | -          | 29     | 3      |
| 2022                | Sogndal             | 1D                  | 18         | 0          | CN              | 0               | 0               | -                  | -                  | -                  | -          | -          | -          | 18     | 0      |
| Totale Sogndal      | Totale Sogndal      | Totale Sogndal      | 46+1       | 3+0        |                 | 0               | 0               |                    | -                  | -                  |            | -          | -          | 47     | 3      |
| Totale              | Totale              | Totale              | 396+4      | 18+0       |                 | 34              | 3               |                    | 10                 | 0                  |            | -          | -          | 444    | 21     |

### Cronologia presenze e reti in nazionale
| Cronologia completa delle presenze e delle reti in nazionale ― Norvegia | Cronologia completa delle presenze e delle reti in nazionale ― Norvegia | Cronologia completa delle presenze e delle reti in nazionale ― Norvegia | Cronologia completa delle presenze e delle reti in nazionale ― Norvegia | Cronologia completa delle presenze e delle reti in nazionale ― Norvegia | Cronologia completa delle presenze e delle reti in nazionale ― Norvegia | Cronologia completa delle presenze e delle reti in nazionale ― Norvegia | Cronologia completa delle presenze e delle reti in nazionale ― Norvegia |
| Data                                                                    | Città                                                                   | In casa                                                                 | Risultato                                                               | Ospiti                                                                  | Competizione                                                            | Reti                                                                    | Note                                                                    |
| ----------------------------------------------------------------------- | ----------------------------------------------------------------------- | ----------------------------------------------------------------------- | ----------------------------------------------------------------------- | ----------------------------------------------------------------------- | ----------------------------------------------------------------------- | ----------------------------------------------------------------------- | ----------------------------------------------------------------------- |
| 27-8-2014                                                               | Stavanger                                                               | Norvegia                                                                | 0 – 0                                                                   | Emirati Arabi Uniti                                                     | Amichevole                                                              | -                                                                       | 58’                                                                     |
| 3-9-2014                                                                | Londra                                                                  | Inghilterra                                                             | 1 – 0                                                                   | Norvegia                                                                | Amichevole                                                              | -                                                                       | 36’                                                                     |
| 9-9-2014                                                                | Oslo                                                                    | Norvegia                                                                | 0 – 2                                                                   | Italia                                                                  | Qual. Euro 2016                                                         | -                                                                       |                                                                         |
| 12-11-2014                                                              | Oslo                                                                    | Norvegia                                                                | 0 – 1                                                                   | Estonia                                                                 | Amichevole                                                              | -                                                                       | 46’                                                                     |
| 13-6-2017                                                               | Oslo                                                                    | Norvegia                                                                | 1 – 1                                                                   | Svezia                                                                  | Amichevole                                                              | -                                                                       |                                                                         |
| Totale                                                                  |                                                                         | Presenze                                                                | 5                                                                       |                                                                         | Reti                                                                    | 0                                                                       |                                                                         |

## Palmarès

### Club

#### Competizioni nazionali
- 1. divisjon: 1

Sogndal: 2010
- Coppa di Norvegia: 2

Molde: 2013, 2014
- Campionato norvegese: 1

Molde: 2014
- Campionato ceco: 1

Slavia Praga: 2016-2017
- Coppa della Repubblica Ceca: 1

Slavia Praga: 2017-2018
- Challenge League: 1

Losanna: 2019-2020